# Tim Crooks
Timothy John Crooks (ur. 12 maja 1949 w Wandsworth) – brytyjski wioślarz, srebrny medalista olimpijski i srebrny medalista mistrzostw świata.

## Kariera
Wystąpił na igrzyskach olimpijskich w Monachium w 1972, zajmując piąte miejsce w dwójkach podwójnych. Na rozgrywanych cztery lata później igrzyskach olimpijskich w Montrealu startował w ósemkach. Osada Wielkiej Brytanii w składzie: Richard Lester, John Yallop, Tim Crooks, Hugh Matheson, David Maxwell, Jim Clark, Fred Smallbone, Lenny Robertson i Patrick Sweeney (sternik) zdobyła srebrny medal, plasując się o 2,53 sekundy za osadą NRD i o 2,69 sekundy przed osadą Nowej Zelandii.
W ósemkach zdobył również srebrny medal na mistrzostwach świata w Lucernie (1974). Był też między innymi czwarty w jedynkach na mistrzostwach świata w Amsterdamie (1977) oraz w czwórkach ze sternikiem na mistrzostwach świata w Nottingham (1975).
Z wykształcenia był inżynierem. Pracował także jako nauczyciel. Po zakończeniu kariery sportowej zdiagnozowano u niego zaburzenia afektywne dwubiegunowe.